# Les Blank

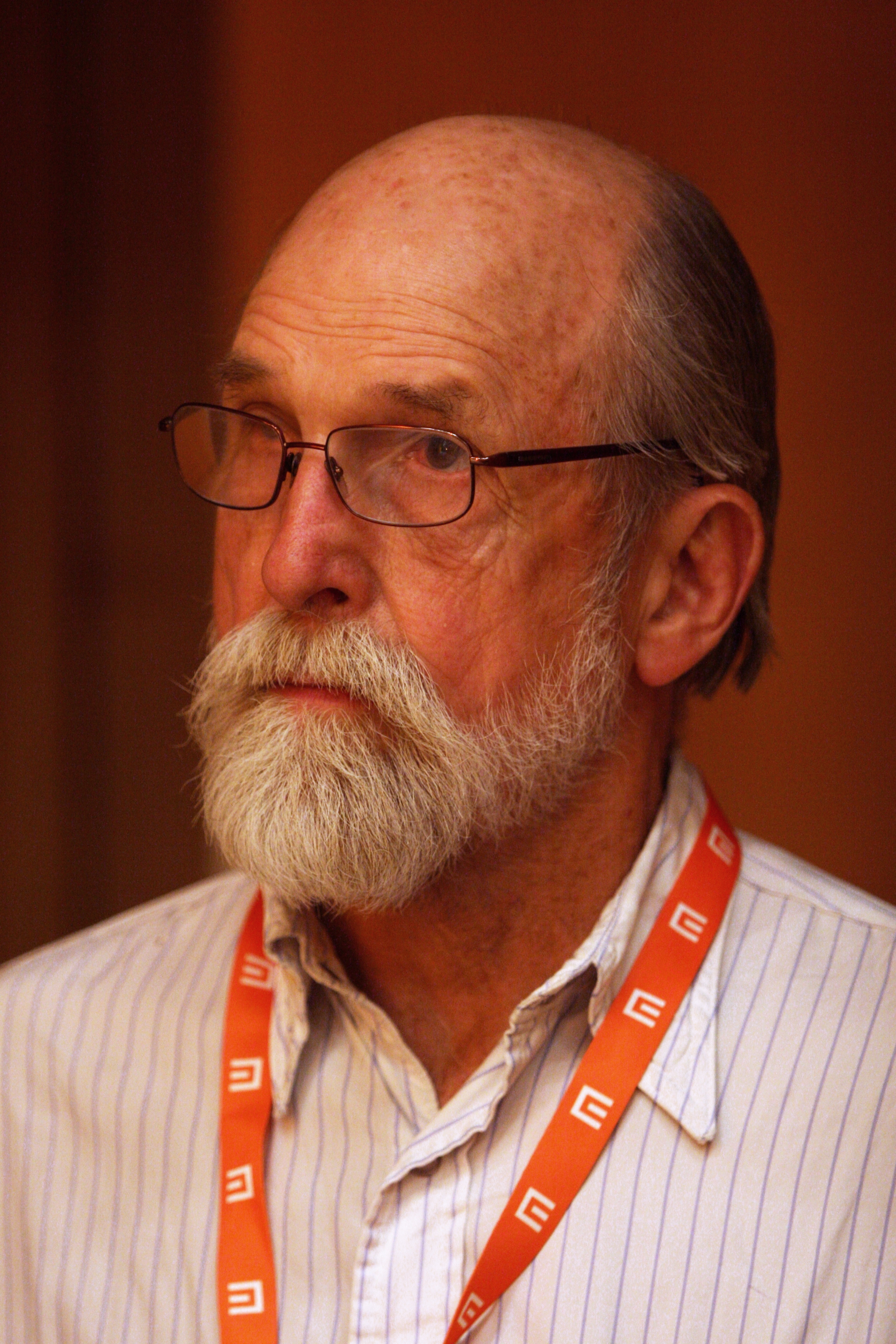
Les Blank (2008)

Les Blank (* 27. November 1935 in Tampa, Florida; † 7. April 2013 in Berkeley, Kalifornien) war ein US-amerikanischer Dokumentarfilmer.

## Leben und Wirken
Les Blank studierte an der Tulane University in New Orleans Englische Sprache. Unter dem Eindruck des Ingmar-Bergman-Films Das siebente Siegel (1957) begann er eine Ausbildung zum Schauspieler und Drehbuchautor, bevor er die Filmschule an der University of Southern California besuchte. Erste berufliche Erfahrungen sammelte er in Industrie- und Erziehungsfilmen; schließlich gründete er 1967 die Produktionsgesellschaft Flower Films.
Bereits 1965 realisierte Blank einen Kurzfilm über den Jazztrompeter Dizzy Gillespie, dem weitere Musikerporträts folgten. 1968 entstand The Blues According to Lightnin’ Hopkins, der ihm landesweit Aufmerksamkeit verschaffte; 1973 erschien Hot Pepper über den Zydeco-Musiker Clifton Chenier und 1983 Sprout Wings and Fly über den Countrymusiker Tommy Jarrell. Weitere Filme waren J'ai été au bal über die Cajun-Kultur und Chulas Fronteras über die Musikszene des texanisch-mexikanischen Grenzlandes; des Weiteren ein Film über Huey Lewis and the News, der die Band bei der Realisierung des Videos von Stuck With You zeigte. Burden of Dreams, Blanks Blick hinter die Kulissen von Werner Herzogs grandioser Verfilmung von Fitzcarraldo im peruanischen Dschungel, „wurde zu einer klassischen Chronik einer Obsession“.
Für den Polka-Film In Heaven There is No Beer gewann er 1985 den Sonderpreis der Jury beim Sundance Film Festival. Blank erhielt jeweils den Preis für sein Lebenswerk vom American Film Institute und der International Documentary Association; ferner den Ehren-Maverick-Award beim Woodstock Film Festival im Jahr 2000. Er starb am 7. April 2013 an den Folgen einer Blasenkrebs-Erkrankung.

## Filmografie (Auswahl)
- 1960: Running Around Like a Chicken with Its Head Cut Off
- 1978: Stetes Vergnügen
- 1980: Werner Herzog Eats His Shoe
- 1980: Garlic Is As Good As Ten Mothers
- 1982: Die Last der Träume
- 1989: Ich ging zum Tanz. Die Cajun und Zydeco-Musik von Louisiana
- 1995: The Maestro: King of the Cowboy Artists
- 1995: Sworn to the Drum: A Tribute to Francisco Aguabella
- 2007: All in This Tea